# Északi összekötő vasúti híd
Északi összekötő vasúti híd nebo Újpesti vasúti híd (česky Severní železniční most nebo Újpešťský železniční most) je železniční most přes Dunaj v Budapešti spojující severní Budu a Pešť.
První most byl vybudován v letech 1892 až 1896. Na konci druhé světové války byl zničen a nový most byl otevřen roku 1955.
Most je ocelový příhradový s dolní mostovkou a chodníky pro pěší a cyklisty (vede cyklostezka). Délka mostu je 674,40 m a šířka 11,90 m.
Pro katastrofální stav byl most od roku 2008 uzavřen, rekonstruován a 30. května 2009 znovu uveden do provozu. Nejvyšší povolená rychlost je po rekonstrukci 80 km/h.
Po mostu je vedena železniční trať z Budapešti do Ostřihomi. V době rekonstrukce byly vlaky z této trati přesměrovány na pravobřežní trať HÉV (Budapešť – Szentendre)